# Demokrāti.lv
Demokrāti.lv, до 2009 года «Но́вые демокра́ты» (латыш. "Jaunie Demokrāti") — латвийская консервативная политическая партия.
Основана в 2005 году вышедшими из партии «Новое время» депутатами Сейма Марисом Гулбисом и Инарой Островской. Первый лидер — Марис Гулбис, экс-министр внутренних дел в кабинете Репше. На выборах Сейма в 2006 году партия получила 1,27 % голосов. Лидер партии на 2010 год — Эдгарс Янсонс.
В марте 2011 года правление партии приняло решение о её ликвидации.